# Angolo di posizione

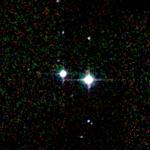
M40 stelle doppie con separazione 53 secondi d'arco

L'angolo di posizione è una grandezza astrofisica legata all'osservazione delle stelle binarie ottiche; è definita come la distanza angolare (in gradi) della stella secondaria dalla primaria, rispetto al polo nord celeste, assumendo come direzione positiva quella dell'est.
Per estensione, il termine indica anche, in campo astronomico, l'orientazione del piano equatoriale di un oggetto esteso, come una galassia o una nebulosa; si conviene di assumere come piano equatoriale quello lungo il quale si predispongono le isofote.
In astronomia rappresenta l'angolo misurato sul bordo del disco di un corpo celeste partendo dal punto nord e procedendo verso est fino ad arrivare a quello stabilito.
Nella topografia gli angoli di posizione si dividono in due categorie: orizzontali e verticali.
Se prendiamo un piano orizzontale e consideriamo due semirette che sono la proiezione di due direzioni ed una di queste è fissa, l'angolo considerato è quello che questa semiretta deve percorrere in senso orario per sovrapporsi all'altra; e se la posizione fissa coincide con un meridiano (geografia) l'angolo si chiamerà azimut.

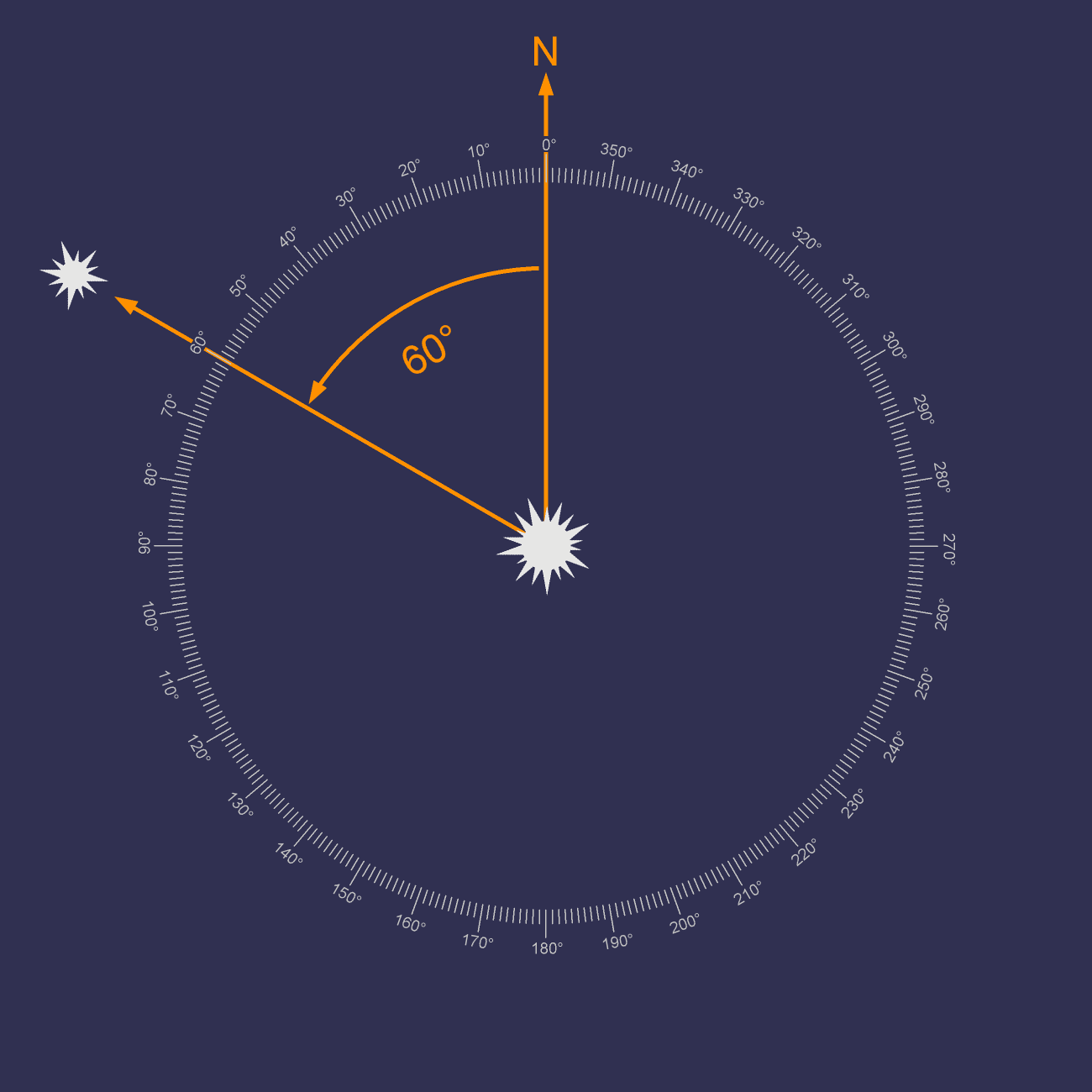
L'angolo di posizione è un'indicazione di direzione nel cielo, rispetto alla direzione del polo nord celeste

Se consideriamo un piano verticale gli angoli sono formati da due direzioni, se una direzione è posta sullo zenit gli angoli sono detti zenitali, se invece una direzione è orizzontale prendono il nome di inclinazione od altezza; se l'inclinazione risulta sopra quella orizzontale si dice angolo d'elevazione, se è sotto di depressione.
In pratica l'azimut, o angolo di posizione, indica l'angolo che separa un determinato punto dell'orizzonte dal nord geografico. Questo concetto è rimasto tale per rilevamenti topografici, mentre altrimenti oggigiorno è subentrato l'uso di misurarlo a partire dal sud geografico e procedendo verso ovest.